# Halen (Lotte)
Halen ist ein Ortsteil der Gemeinde Lotte in der Region Tecklenburger Land. Der Ort liegt im Norden der Gemeinde Lotte, die direkt an Niedersachsen angrenzt und eine Vorortgemeinde von Osnabrück ist. Nachbarorte sind:
- nördlich: Bramsche, Achmer
- nordöstlich: Hollage
- südlich: Wersen
- südwestlich: Westerkappeln

## Sehenswürdigkeiten

### Kleine Sloopsteine
In einem Wald im Zentrum Halens befindet sich das Großsteingrab Kleine Sloopsteine aus der jüngeren Steinzeit. Das Kollektivgrab aus Findlingen hat eine Größe von etwa 7 Meter × 20 Meter und ist ein Bodendenkmal. Etwas nach Ost-West orientiert sich die Grabkammer von etwa zwei Metern Breite. Die Seitensteine dienten zur Auflage der abschließenden, heute verstürzten Decksteine. Die gesamte Steinkonstruktion war ursprünglich mit Erde überdeckt und ist im Norden und Süden erhalten.

### Bahnhof

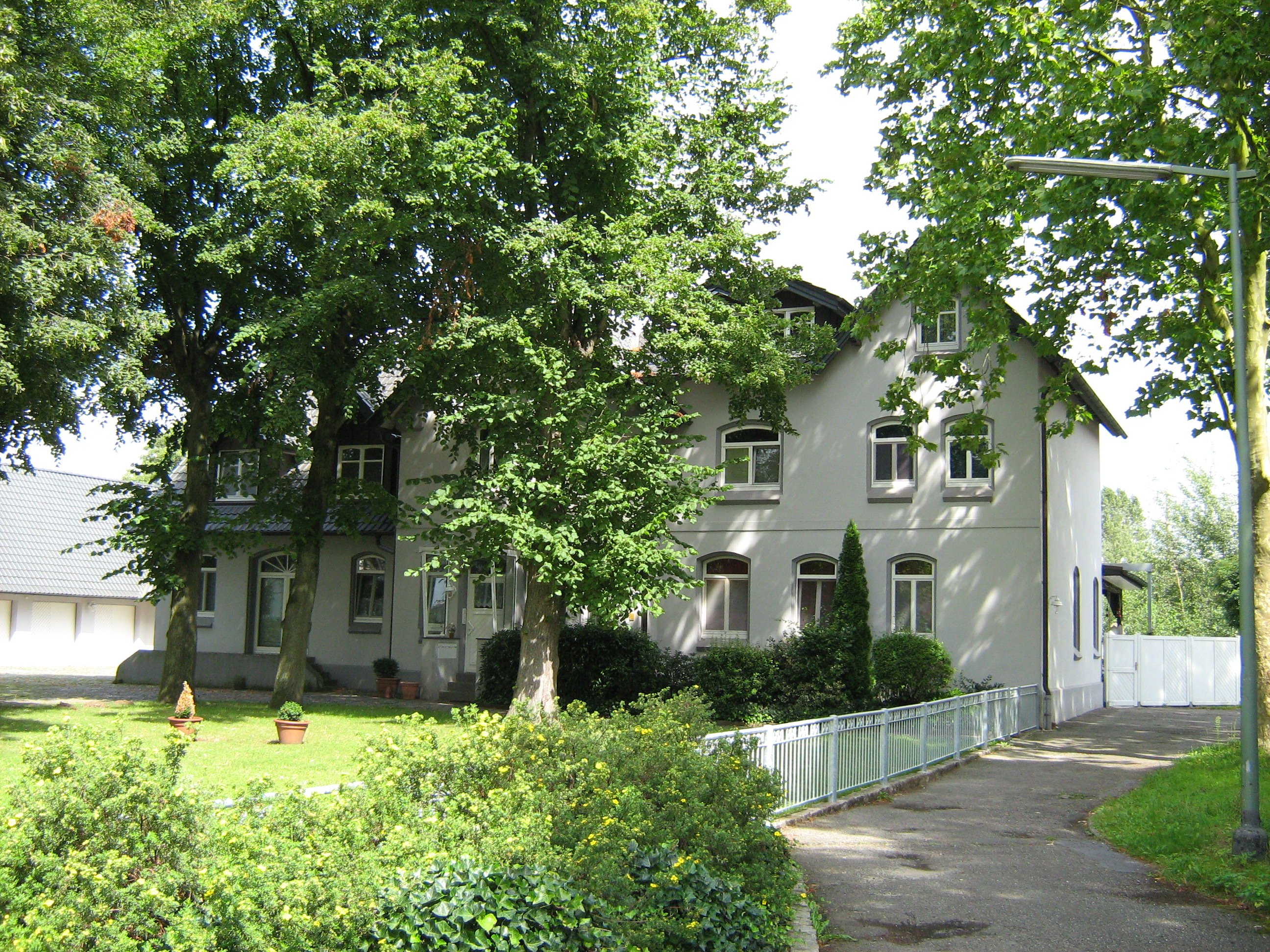
Ehemaliges Bahnhofsgebäude

Der Bahnhof wurde um 1874 erbaut. Er diente lange als wichtiger Knotenpunkt für die umliegenden Orte Wersen, Westerkappeln und Hollage. Anfang der 1990er Jahre wurde das Gebäude von der Deutschen Bahn verkauft. Nach einer Kernsanierung wird es als Mehrfamilienhaus genutzt. Halen besitzt heute einen Haltepunkt an der Bahnstrecke Oldenburg–Osnabrück. Hier hält im Zeitraum von 6 bis 22 Uhr stündlich die RB 58 (auf der Verbindung Delmenhorst–Vechta–Osnabrück) Betreiber ist die NordWestBahn. Halen ist die einzige Station dieser Linie in NRW.
| Linie | Verlauf | Takt   | Betreiber    |
| ----- | --- | ------ | ------------ |
| RB 58 | Bremen Hbf – Bremen-Neustadt – Delmenhorst – Ganderkesee – Brettorf – Wildeshausen – Rechterfeld – Goldenstedt (Oldb) – Lutten – Vechta – Lohne (Oldb) – Mühlen (Oldb) – Steinfeld (Oldb) – Holdorf (Oldb) – Neuenkirchen (Oldb) – Rieste – Hesepe – Bramsche – Achmer – Halen – Osnabrück Altstadt – Osnabrück Hbf Stand: Fahrplanwechsel Dezember 2023 | 60 min | NordWestBahn |

## Geschichte
- Auf dem sogenannten „Haler Feld“ fand möglicherweise 783 die Schlacht an der Hase, die entscheidende Schlacht zwischen den Franken unter Karl dem Großen und den Sachsen unter Herzog Widukind, statt.
- Ein Heer Heinrichs des Löwen besiegte am 1. August 1179 auf dem Haler Feld die Truppen des Grafen Simon I. von Tecklenburg.
- Die vereinigten Streitkräfte des Bischofs von Münster und des Grafen Otto V. von Tecklenburg unterlagen 1308 auf dem Haler Feld dem Osnabrücker Bischof Ludwig von Ravensberg.
- Heute befindet sich dort ein Truppenübungsplatz auf dem der Bundesforstverwaltung unterstehenden Gelände.